# Deep Silver Viena
Deep Silver Viena fue un estudio interno de Deep Silver que al mismo tiempo pertenecía a Koch Media. Hasta que cerro.

## Historia
En 2007, Deep Silver Viena fue iniciado por los fundadores del equipo de Rockstar Viena, Hannes Seifert y Laber Niki, y se concentra principalmente en el desarrollo y la producción de títulos para las consolas. Debido a la fricción interna y ventas pobres de Cursed Mountain, Deep Silver Viena se cerró el 30 de enero de 2010.